# Emil Fey

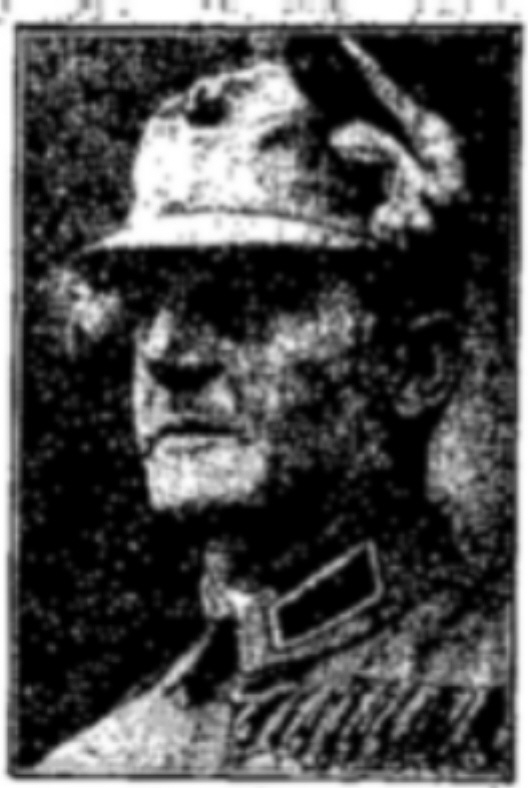
Emil Fey

Emil Ritter von Fey (Wenen, 23 maart 1886 – aldaar, 16 maart 1938) was een Oostenrijks politicus en militair. Fey vocht tijdens de Eerste Wereldoorlog in het leger van Oostenrijk-Hongarije. Eind jaren twintig nam hij als majoor ontslag uit het leger en werd hij Leider van de Weense Heimwehr-afdeling. Tussen 1933 en 1935 was Fey vicekanselier, minister van Binnenlandse Zaken en van Defensie. 
Fey speelde een dubieuze rol tijdens de nazi staatsgreep tegen kanselier Engelbert Dollfuss, die daarbij om het leven kwam. Fey bevond zich op dat moment bij Dollfuss in de bondskanselarij. Toen de coup leek te slagen probeerde hij het op een akkoordje te gooien met de nazi's. Toen echter na enige uren bleek dat de coup was mislukt, koos hij partij voor de regering.
In 1936 werd Fey uit de Heimwehr gezet. Sindsdien speelde hij geen politieke rol meer. Enkele dagen na de Anschluss pleegde hij zelfmoord.